# Scotomenia cetrata
Scotomenia cetrata is een hooiwagen uit de familie Sclerosomatidae.